# لوسي لوف
لوسي لوف (بالدنماركية: Lucy Love)‏ هي رابر دنماركية، ولدت في 1985 في زامبيا.

## وصلات خارجية
- لوسي لوف على موقع IMDb (الإنجليزية)
- لوسي لوف على موقع ميوزك برينز (الإنجليزية)
- لوسي لوف على موقع ديسكوغز (الإنجليزية)